# Pabellón Florida Babel
El Pabellón Florida Babel es un pabellón polideportivo situado en la calle Pianista Gonzalo Soriano de la ciudad de Alicante (España). Tiene un aforo para 511 espectadores y su pista cubierta tiene unas dimensiones de 45 × 27 m.
El edificio fue construido entre los años 1985 y 1989 según el proyecto de los arquitectos Jaime Giner Álvarez y Manuel Beltrá Martínez. Consta de tres prismas de planta regular: un vestíbulo en forma de círculo, salas de gimnasia con forma de cuadrado girado y un rectángulo que acoge las pistas y vestuarios bajo las gradas.